# Rejterówka
Rejterówka – wieś w Polsce, położona w województwie świętokrzyskim, w powiecie staszowskim, w gminie Łubnice.
| SIMC    | Nazwa      | Rodzaj    |
| ------- | ---------- | --------- |
| 0798794 | Koło Rzeki | część wsi |

W latach 1975–1998 miejscowość administracyjnie należała do województwa tarnobrzeskiego.